# 福井茂雄
福井 茂雄（ふくい しげお、1944年 - ）は、日本の実業家。昭和産業代表取締役社長や、同社代表取締役会長、製粉協会会長を務めた。

## 人物・経歴
東京都出身。1968年東海大学工学部卒業、昭和産業入社。1994年取締役に昇格。1999年常務取締役。2002年から代表取締役社長を務め、シナジー創出などにあたった。2004年製粉協会会長。2007年昭和産業代表取締役会長。2010年特別顧問役。産業振興功労により2015年秋の叙勲で旭日中綬章受章。